# Дом купца Н. Т. Орлова
Дом купца Н. Т. Орлова — памятник архитектуры регионального значения, расположенный в Колывани (Новосибирская область). Построен в 1898 году.

## История
Зданием владел Николай Тимофеевич Орлов, известный в Сибири купец II гильдии, торговавший галантерейными и скобяными товарами, а также гласный городской думы 1888 и 1898 годов.
В 1923 году дом был муниципализирован и передан под управление Единого потребительского общества Колыванской кооперации на 12 лет.

## Описание
Здание находится в центре Колывани, ранее было обращено к утраченной в настоящее время Соборной площади.
Северный фасад выходит на Московскую улицу, восточный — на Революционный проспект.
Двухэтажное здание прямоугольное в плане. При возведении стен был использован хорошо обожжённый красный кирпич. Наружные стены толщиной в три кирпича.
Дом завершает четырёхскатная вальмовая крыша стропильной конструкции.
С восточного фасада один вход заложен, другой — перестроен в окно. На уличных фасадах было заложено по одному окну.
С южного фасада позднее появилась одноэтажная пристройка, в которой находится магазин.
Уличные фасады композиционно симметричны и выполнены в кирпичной пластике.
Северный и восточный фасады подчёркнуты по осям криволинейными аттиками, которые завершаются карнизиками и фланкируются столбиками парапета по бокам, в аттиках размещены круглые ниши. Углы здания акцентированы парапетными столбиками.
Карниз дома с горизонтальными рядами кладки и декором «кирпич на ребро» базируется на ступенчатых кронштейнах.
Пластика фасадов достигается с помощью акцентирования углов здания лопатками, декорированными нишами и ширинками с накладными элементами прямоугольной формы со скруглёнными углами, а также за счёт участков пересечения внутренних несущих стен с внешними.
Межэтажные тяги набраны из рядов сухариков, палочек и фестонов из лекального кирпича.
Цоколь акцентируют горизонтальные тяги и ниши под оконными проёмами.
Плоскость стен уличных фасадов декорирована горизонтальными тягами под руст, дворовый (западный) фасад рустован лишь на уровне второго этажа.
Оконные наличники с лучковым завершением выделены из плоскости стен. Клинчатую перемычку украшают замковый камень и сложного профиля карнизик с чередованием лучковых и пикообразных завершений.
Под окнами второго этажа северного и восточного фасадов размещены прямоугольные ниши, в их поле находятся фигурные накладки, выполненные из тёсаного кирпича. На западном фасаде фартук наличника завершается свесами по углам.
Здание в плане на каждом этаже делят на четыре узких помещения три параллельно расположенные внутренние несущие стены. Этажи связаны одномаршевой лестницей.
Размеры здания — 16,8 × 13,6.